# Nåt gammalt, nåt nytt, nåt lånat, nåt blått
Nåt gammalt, nåt nytt, nåt lånat, nåt blått är det fjärde studioalbumet av den svenska popartisten Håkan Hellström, utgivet 28 december 2005. Albumet är ett slags uppsamling med både nyskrivna låtar och gamla låtar som inte passat in på de äldre skivorna. Det finns även några översatta tolkningar av andra artisters låtar samt två livespår inspelade på Nalen i slutet med bland annat Plura från Eldkvarn. Albumet nådde första plats på den svenska albumlistan.
Skivan är tillägnad pojken Måns Jenninger, som tretton år gammal tog sitt liv efter att ha blivit mobbad under en lång tid. I konvolutet har Hellström skrivit lite om varje låt. På albumet återfinns singlarna "13", "Jag hatar att jag älskar dig och jag älskar dig så mycket att jag hatar mig" och "Klubbland".

## Låtlista
| Nr  | Titel                                                                                           | Kompositör                                     | Längd |
| --- | ----------------------------------------------------------------------------------------------- | ---------------------------------------------- | ----- |
| 1.  | 13 (Svensk tolkning av "Thirteen" av Big Star)                                                  | Alex Chilton, Chris Bell                       | 2:33  |
| 2.  | Klubbland                                                                                       | Håkan Hellström                                | 4:18  |
| 3.  | Så länge du är med mig                                                                          | Håkan Hellström, Daniel Gilbert, Johan Forsman | 3:13  |
| 4.  | Jag vill ha allting (Svensk tolkning av "I Want Everything" av Luna)                            | Dean Wareham                                   | 4:24  |
| 5.  | Precis som Romeo                                                                                | Håkan Hellström, Daniel Gilbert                | 5:48  |
| 6.  | Augusti i helvetet (Svensk tolkning av "Don't Let Him Take Your Love from Me" av The Four Tops) | Barrett Strong, Norman Whitfield               | 3:37  |
| 7.  | Jag hatar att jag älskar dig och jag älskar dig så mycket att jag hatar mig                     | Håkan Hellström                                | 5:18  |
| 8.  | Evert Taube                                                                                     | Håkan Hellström, Daniel Gilbert                | 4:22  |
| 9.  | Fade Away                                                                                       | Freddie Wadling                                | 4:49  |
| 10. | Går vidare                                                                                      | Håkan Hellström, Björn Olsson                  | 5:36  |
| 11. | Gatan fram (live) (Eldkvarn-cover; live med Plura Jonsson på Nalen)                             | Plura Jonsson                                  | 5:32  |
| 12. | Fairytale of New York (live) (The Pogues-cover; live med Plura Jonsson på Nalen)                | Jem Finer, Shane MacGowan                      | 5:39  |

## Fakta om låtarna

### 13
Släppt som den första singeln från albumet den 14 december 2005. Nådde som högst plats 6 på den svenska singellistan.

### Klubbland
Släppt som den tredje och sista singeln från albumet den 15 juni 2006. Nådde som högst plats 33 på den svenska singellistan.

### Jag hatar att jag älskar dig och jag älskar dig så mycket att jag hatar mig
Släppt som den andra singeln från albumet den 8 mars 2006. Nådde som högst plats 8 på den svenska singellistan.

## Medverkande
Musiker
- Håkan Hellström - sång, gitarr (spår: 2, 4–6, 8–12)
- Daniel "Hurricane" Gilbert - gitarr (spår: 2–9), körsång (spår: 3–8, 12), keyboard (spår 10)
- Oscar Wallblom - bas (spår: 2, 4–9, 11, 12), körsång (spår: 4–7, 10, 12)
- Stefan Sporsén - keyboard (spår: 2, 4, 6, 8, 9, 11, 12), piano (spår 4), elorgel (spår 5, 7), trumpet (spår 8)
- Lars-Erik "Labbe" Grimelund - trummor (spår: 2, 4–6, 9, 11, 12), slagverk (spår 4), vibrafon (spår 9)
- Finn Björnulfsson - slagverk (spår: 7, 9, 11, 12), congas (spår 5)
- Johan Forsman - körsång (spår: 1 to 3, 5 to 8), bas & producent (spår 3), keyboard (spår 7), elorgel (spår 10)
- Freddie Wadling - sång (spår 9)

Ytterligare musiker
- Christina Löwenström - körsång på "13"
- Björn Olsson - gitarr på "Jag hatar att jag älskar dig och jag älskar dig så mycket att jag hatar mig" & "Går vidare"
- Theodor Jensen - gitarr på "Klubbland" & "Jag vill ha allting"
- Fredrik Sandsten - trummor på "Så länge du är med mig" & "Evert Taube"
- Plura Jonsson - sång & gitarr på livespåren
- Timo Räisänen - gitarr på "Gatan fram" (live), körsång & mandolin på "Fairytale of New York" (live)

Produktion
- Producerad av Håkan Hellström & Daniel Gilbert (spår: 2, 4–8, 10–12)
- Mixad av Johan Forsman (spår: 1–8, 10–12) med assistens av Håkan Hellström & Daniel Gilbert (spår: 1–8, 10–12)
- Tekniker: Björn Olsson, Fredrik Lidin, Gundars Rullis, Johan Forsman, Johan Strömberg, Mattias Glavå, Per Edwardsson
- Nathalie Barusta - skivomslag
- Henrik Persson - fotografi

## Listplaceringar
| Lista (2006) | Topplacering |
| ------------ | ------------ |
| Sverige      | 1            |

### Fotnoter
1. ↑  Placeringar på den svenska albumlistan